# Mauro Favilla

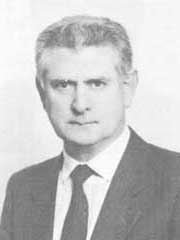
Mauro Favilla

Mauro Favilla (5 de janeiro de 1934, em Lucca — 16 de março de 2021) foi um político italiano.
Ele serviu como senador (1987–1996) e prefeito de Lucca por cinco mandatos (1972–1984, 1988, 2007–2012).
Ele faleceu em 2021 devido ao COVID-19.